# Дерева дерену Святослава Ярославича
Дерева дерену Святослава Ярославича — ботанічна пам'ятка природи місцевого значення. Розташована на території Святоуспенської Києво-Печерської лаври у Печерському районі м. Києва. Дерева заповідані у грудні 2011 року.

## Опис
Дерева дерену Святослава Ярославича — це дев'ять дерев кизилу (або дерену) віком до 500 років. Висота дерев 10 м, на висоті 1 м ці дерева мають в охопленні до 0,8 м. Названі на честь князя Святослава Ярославовича, на кошти якого на побудований головний храм лаври — Успенський собор.

## Галерея

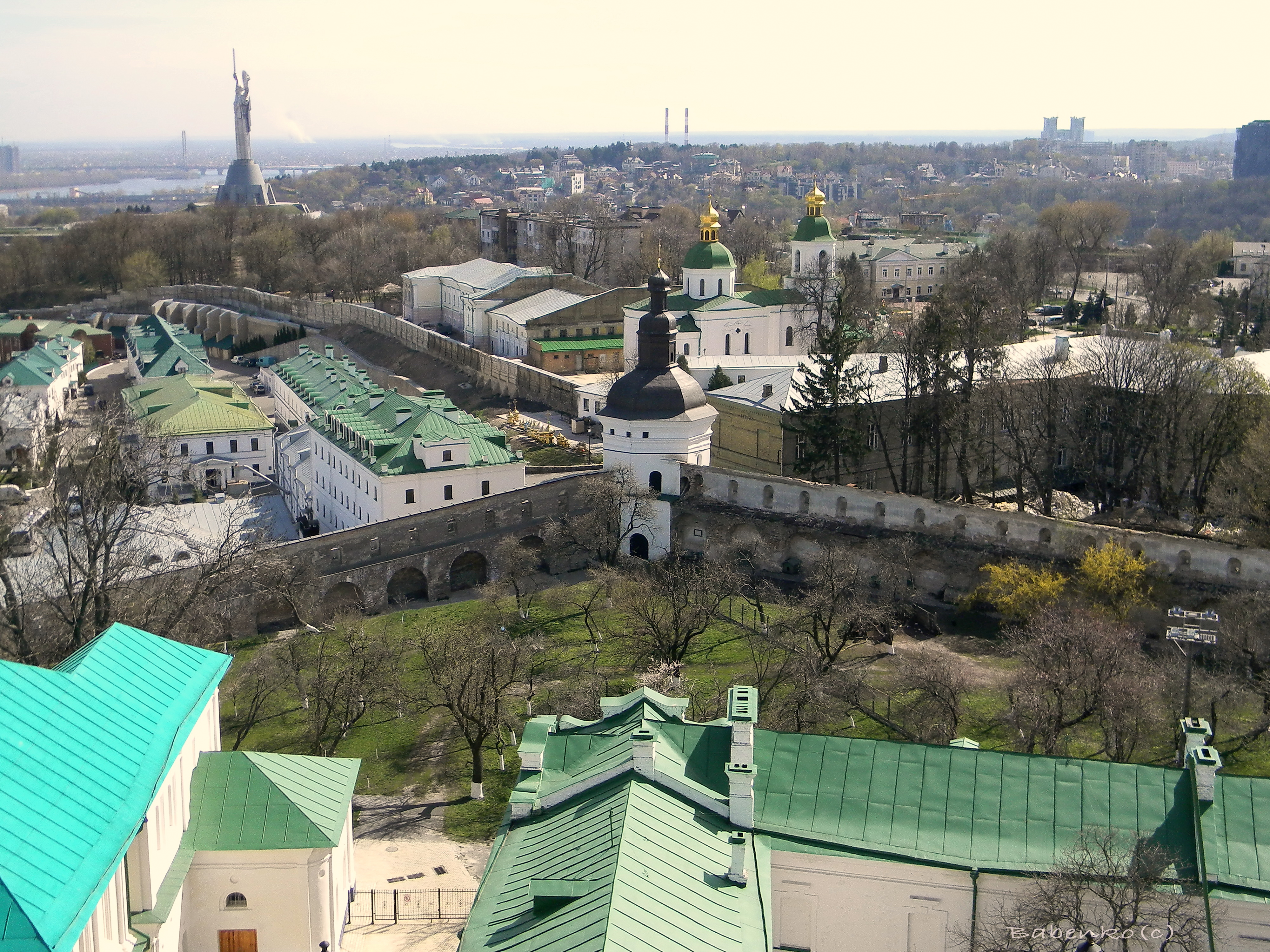
Дерева дерену 13 квітня 2015 року
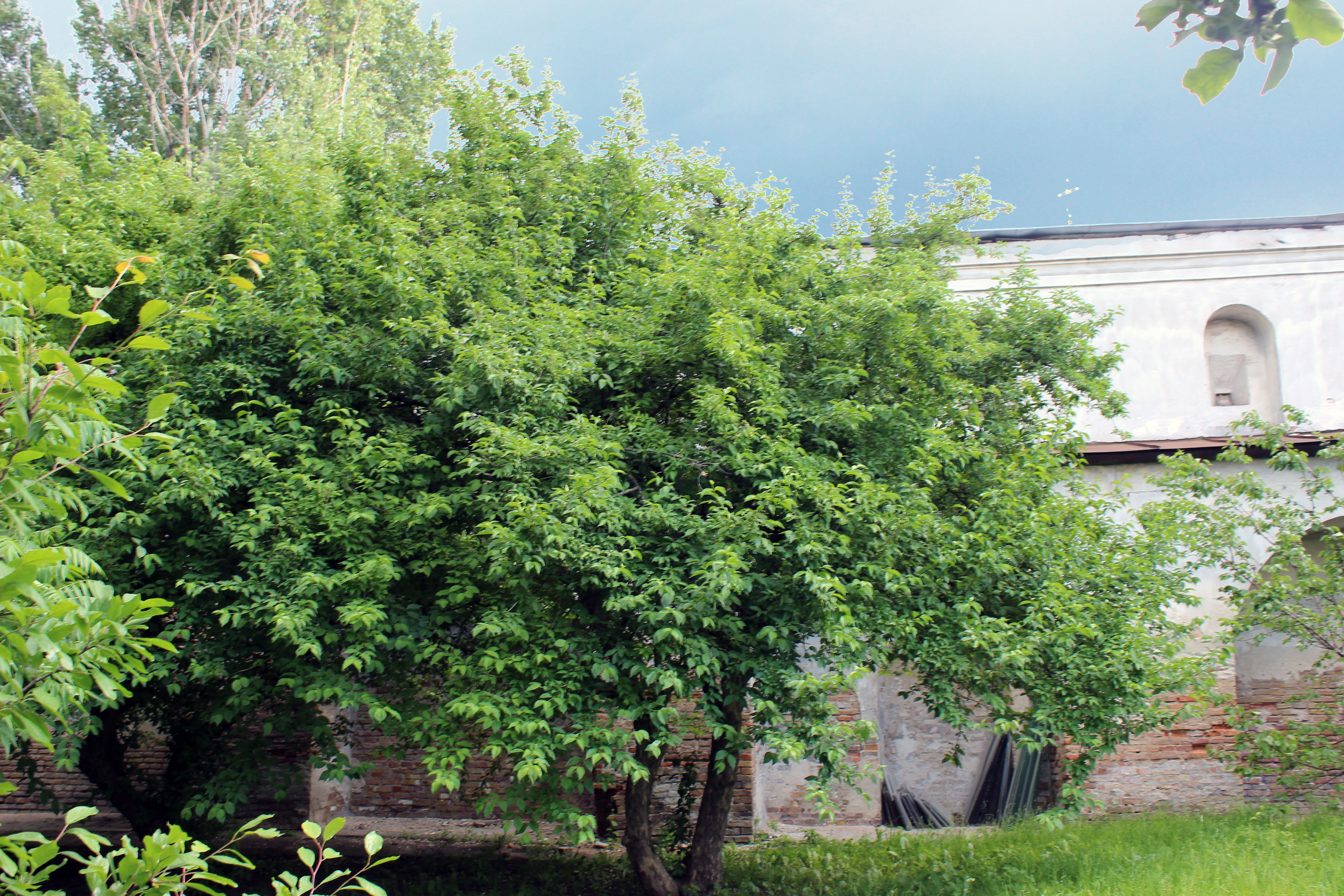
31 травня 2015 року
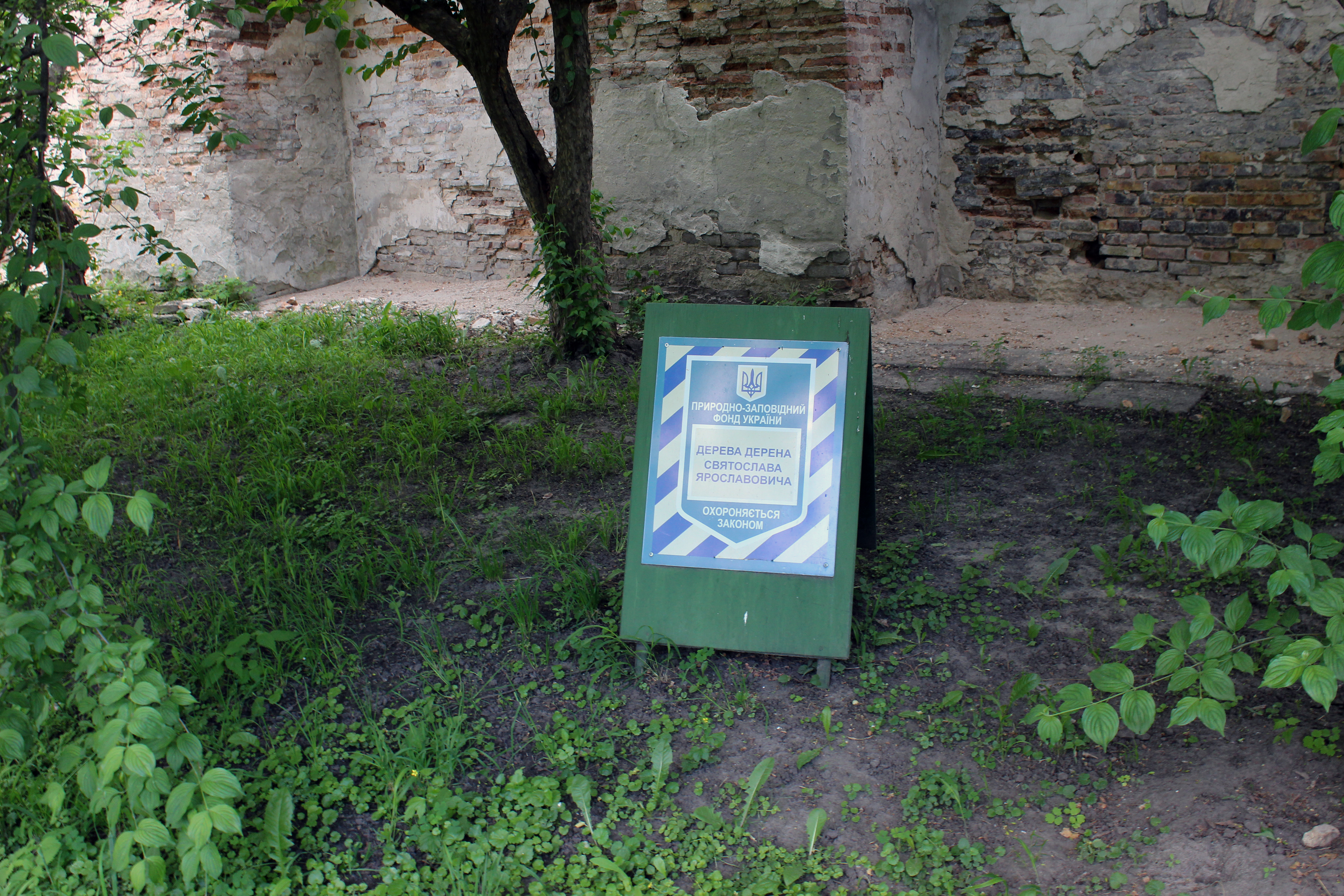
Табличка
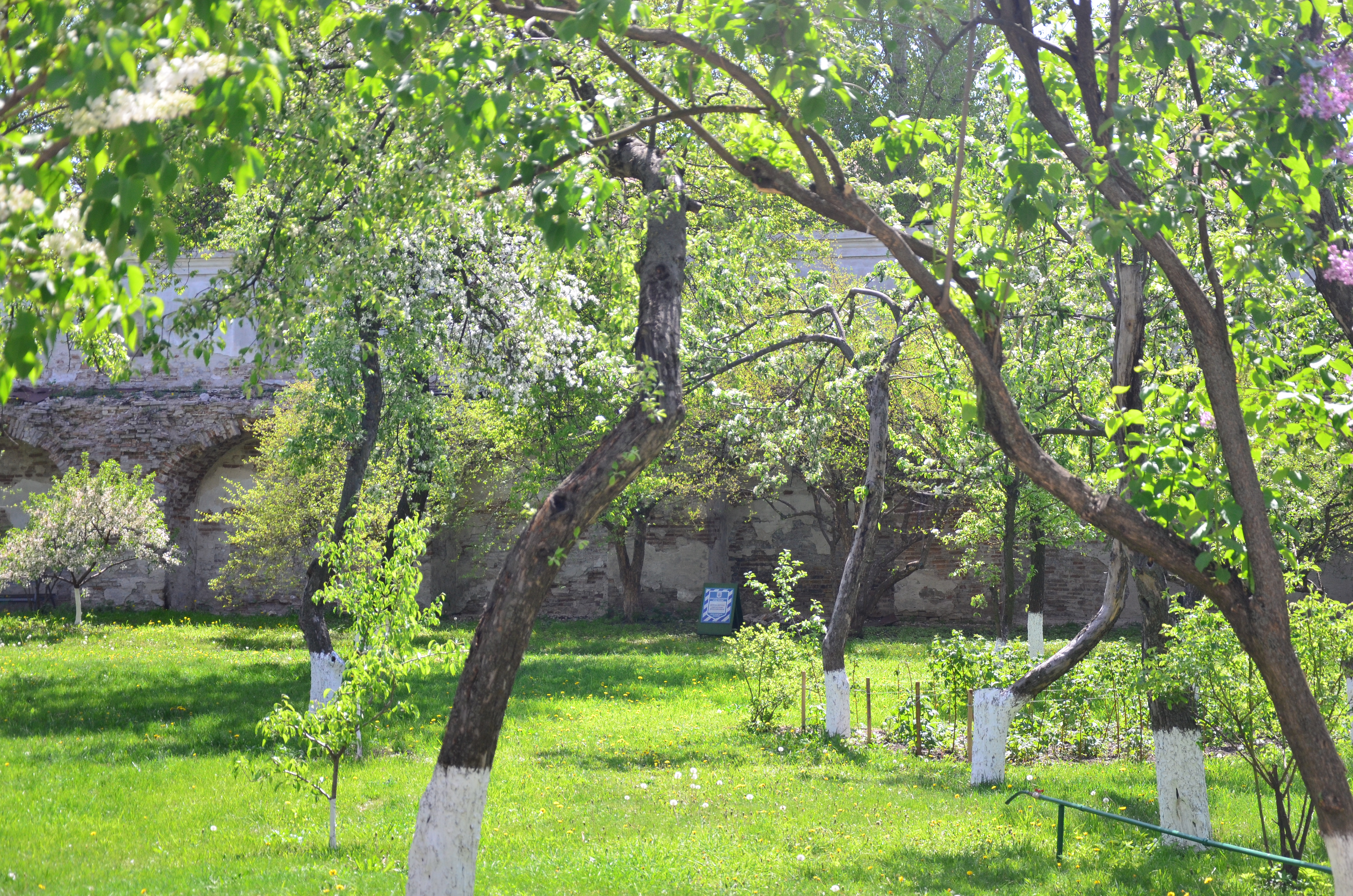
5 травня 2017 року